# Суецька криза
Суецька криза (фр. Crise du canal de Suez; араб. أزمة السويس; івр. משבר תעלת סואץ), Синайська війна, Синайська операція, а також Троїста агресія (араб. العدوان الثلاثي) (29 жовтня — 6 листопада 1956) — військовий конфлікт між Великою Британією, Французькою республікою та Ізраїлем, з одного боку, та Республікою Єгипет з іншого боку.
 Метою військових дій було: для Великої Британії та Франції — відновлення контролю над Суецьким каналом, для Ізраїлю — відновлення ізраїльського судноплавства Акабською затокою, руйнацію єгипетської військової інфраструктури на Синаї і в Газі, убезпечення західного кордону від нападів фідаїнів.

## Передумови та історичний фон

### Канал і єгипетсько-британські відносини
Суецький канал, будівництво якого тривало понад десять років і спільно фінансувалося французьким та єгипетським урядами, було відкрито 1869 року.
Каналом керувала Компанія Суецького каналу (фр. Compagnie universelle du canal maritime de Suez), територія навколо каналу залишалася під єгипетським суверенітетом.
Канал одразу став стратегічно важливим, бо забезпечив найкоротший зв'язок між Середземним морем та Індійським океаном, полегшив торгівлю і допоміг європейським колоніальним державам у їхніх зв'язках та керуванні колоніями.
1875 року, внаслідок боргу та фінансової кризи, єгипетський хедив був змушений продати свої акції Компанії Суецького каналу британському уряду, яким на той час керував Бенджамін Дізраелі. За цією оборудкою Британія отримали 44 % акцій, решта належала французьким приватним інвесторам.
У 1882 р. під час Англо-єгипетської війни Сполучене Королівство окупувало Єгипет, а також отримало контроль над власне каналом, його фінансами та операціями. Константинопольська конвенція 1888 року оголосила канал нейтральною зоною під британським захистом. При ратифікації конвенції Османська імперія погодилася дозволити вільне міжнародне судноплавство через канал під час війни та миру.

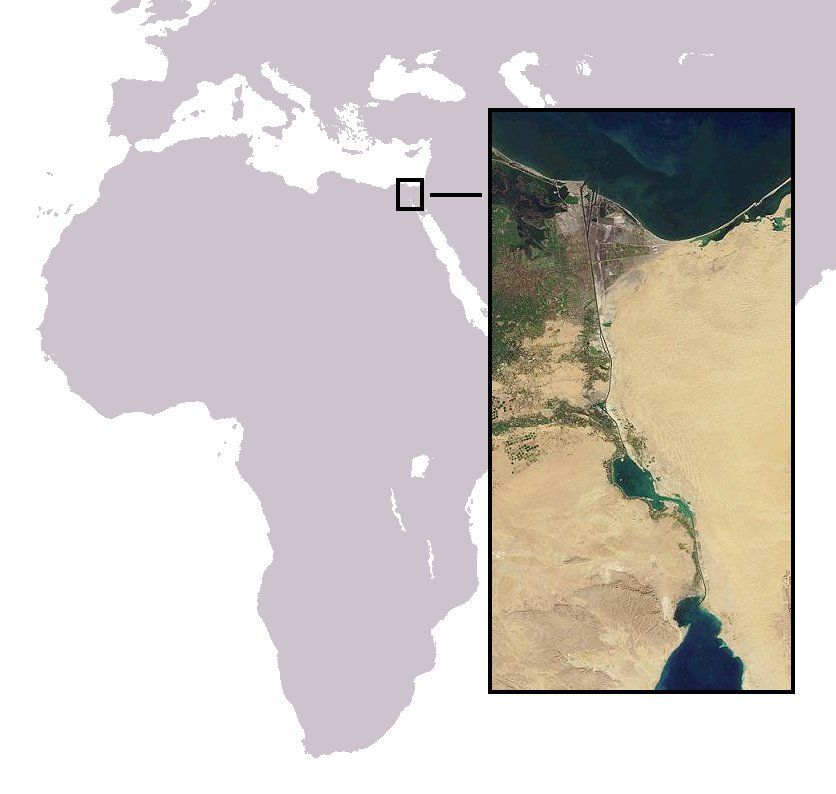
Суецький канал

Стратегічна важливість каналу неодноразово була доведена, зокрема, під час Першої світової війни, коли Велика Британія та Франція закрили судноплавство каналом. Спроба німецьких та османських сил штурмувати канал в лютому 1915 р. призвела до того, що британці утримували 100 000 війська на захисті Єгипту до кінця війни.
Проголошення незалежності Єгипту 1922 року не вплинуло на статус каналу, а підписаний 1936 року Англо-єгипетський договір передбачав збереження британської військової присутності в Зоні Каналу.
1948 року канал втратив своє традиційне значення через отримання незалежності Індією. Контроль над каналом більше не міг зберігатися на підставі того, що він є вирішальним для захисту Індії, або вже ліквідованої імперії. Однак саме в цей час канал отримав нову роль: він став нафтовою магістраллю з Близького Сходу до Європи.
До 1950-х років дві третини всього британського запасу нафти — понад 20 млн тон щорічно — йшли Суецьким каналом. Альтернативний морський шлях, навкруги півдня Африки, був недостатнім для задоволення внутрішнього попиту в Британії. Така британська нафтова залежність вимагала гарантованого контролю над зоною каналу.
До 1951 року британська військова база в Суеці з гарнізоном близько 80 000 чоловік була одним з найбільших військових об'єктів у світі. Суецька база вважалася важливою частиною стратегічної позиції Британії на Близькому Сході, але викликала все більшу напруженість в англо-єгипетських стосунках.
У жовтні 1951 року уряд Єгипту в односторонньому порядку скасував Англо-Єгипетський договір 1936 року, умови якого надавали Великій Британії в оренду суецьку базу ще на 20 років. Британія відмовилася залишити Суец, спираючись на свої договірні права, а також на присутність суецького гарнізону. Наслідком таких дій була стійка ескалація все більшої ворожнечі до англійців та британських військ в Єгипті, яку єгипетська влада не мала наміру стримувати. 25 січня 1952 року на вимогу британського командування здати зброю і покинути зону каналу, бунтівні єгипетські поліцейські в Ісмаїлії відмовилися і сховалися у свої казарми. Британські війська оточили й атакували казарми із застосуванням танків і кулеметів, внаслідок чого 50 єгиптян загинули та 80 отримали поранення. Звістка про ці події викликала масові антизахідні бунти в Каїрі, значні майнові збитки, загибель кількох іноземців, в тому числі канадця і 9 британських громадян.
Це стало каталізатором повалення єгипетської монархії.

### Єгипет
Липнева революція в Єгипті (1952) позбавила влади пробританського короля Фарука I. До влади прийшов уряд «вільних офіцерів», країну очолив президент Мухаммед Наґіб.
У листопаді 1954, внаслідок внутрішньої боротьби у єгипетській верхівці, перший президент Єгипту Наґіб був заарештований, влада перейшла до прем'єр-міністра, полковника Гамаля Абделя Насера, який прагнув «змити ганьбу поразки» в війні 1948-49 рр. (учасником якої він був), об'єднати арабські країни під своїм політичним керівництвом і гаслом арабського націоналізму, домогтися провідної ролі своєї країни в мусульманському світі і лідерства в Русі неприєднання.

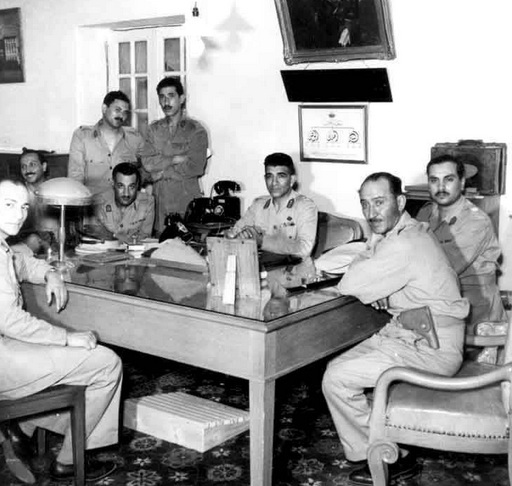
«Вільні офіцери», 1953 р.

Діяльність Насера у внутрішній політиці була спрямована на реформування економіки, освіти й медицини, аграрну реформу, модернізацію та переозброєння армії.
Звернення Насера до Великої Британії та Сполучених Штатів з приводу продажу озброєнь не мали успіху: Тристороння декларація 1950 року між США, Великою Британією та Францією передбачала обмеження постачання зброї на Близький Схід з метою запобігання арабо-ізраїльській гонці озброєнь. Тому питання можливого продажу зброї США і Британія пов'язували із мирним єгипетсько-ізраїльським договором та приєднанням Єгипту до Багдадського пакту. Ані перше, ані друге не відповідало політичним поглядам і прагненням Гамаля Абделя Насера.
На початку червня 1954 року Насер звернувся до радянського посла Даниїла Солода з проханням про постачання зброї з СРСР. Радянський Союз поставився до прохання з розумінням і 21 вересня 1955 року між Єгиптом і Чехословаччиною була підписана угода про постачання Єгипту військової техніки на загальну суму близько 400 мільйонів доларів. В рамках угоди Єгипту з Чехословаччини були поставлені: 150 реактивних винищувачів Міг-15 і МіГ-17; 50 бомбардувальників Іл-28; 70 транспортних і навчальних літаків; 230 танків Т-34-85; 100 самохідних установок СУ-100; 200 бронетранспортерів БТР-152; 340 польових і протитанкових та 160 зенітних гармат. З Польщі, за тією ж угодою, надійшли: 6 підводних човнів, 2 есмінці, 4 тральщики, 12 торпедних катерів
За словами Насера
```
Ми просили зброю з Британії. Нам сказали: ми дамо вам зброю за двома умовами. По-перше, Гамаль Абдель Насер, який їде в Бандунг, не відкриватиме там рота, а друга умова полягає в тому, щоб зупинити наші напади на політику альянсів і пактів. Ми відповіли, що прагнемо, аби зброя зміцнювала наш суверенітет, і нашу незалежність, і нашу сутність, а не схилятися до певних умов. Ми взяли зброю в Росії. Так, я кажу в Росії, а не в Чехословаччині. Ми досягли з Росією угоди про постачання зброї, і Росія погодилася надати нам зброю, і, таким чином, угода про зброю була завершена.
[
13
]
```

Радянські та чеські інструктори мали навчити єгипетських і сирійських військових користуванню зброєю. Надаючи цю зброю, СРСР мав на меті заохотити Єгипет відмовитися від членства в Багдадському пакті, але насправді він досяг більшого. Раптовому порушенню рівноваги в регіональному балансі сил судилося в найближчий час взагалі покласти край впливу західних держав на Близькому Сході.

Наступним кроком до зміцнення військової позиції був підписаний 20 жовтня 1955 р. в Дамаску договір про оборону і взаємну допомогу між Сирією та Єгиптом, через рік Йорданія приєдналася до єгипетсько-сирійського військового союзу.
Для запобігання повеням, забезпечення Єгипту електрикою та створення сприятливих умов для сільського господарства уряд Насера прагнув збудувати Асуанські греблі.
Фінансування проекту передбачалося за допомогою США та Великої Британії через кредит МБРР. 16 травня 1956 Насер оголосив про невизнання уряду Чан Кайші і про встановлення дипломатичних стосунків з Китайською Народною Республікою, цей крок, а також отримання від Радянського Союзу зброї, викликали незадоволення Сполучених Штатів і відмову у наданні кредиту. Фінансова експертиза дійшла висновку, що «єгипетська економіка не в змозі нести одночасне навантаження із закупівлі радянської зброї і виплати кредиту на будівництво комплексу Асуан, тому допомога не надаватиметься». 
Відповідь Насера не змусила себе чекати: вже 26 липня 1956 року на мітингу у Александрії він оголосив про націоналізацію Каналу. Передбачалося, що високі збори за користування Суецьким каналом нададуть необхідні для будівництва Асуанського комплексу кошти.

### Велика Британія
Міністр закордонних справ Ентоні Іден у меморандумі «Британські заморські зобов'язання» відзначав, що підтримка всіх наявних закордонних політик «накладає навантаження на економіку країни, яка знаходиться за межами її ресурсів», втім жодне з основних зобов'язань за кордоном, таких як захист Близького Сходу, не могло бути швидко скорочено. У більш тривалій перспективі полегшення навантаження на Британію мало залежати від створення міжнародних оборонних організацій. «Наша мета»,— писав Іден, «повинна полягати в тому, аби переконати Сполучені Штати взяти на себе реальний тягар в таких організаціях, зберігши для нас якомога більше політичного контролю — і, отже, престижу і світового впливу — наскільки це можливо».. Однією з таких оборонних організацій був Багдадський пакт, до якого Британія сподівалась долучити Єгипет.
У Великій Британії з прихильністю поставилися до єгипетської «революції полковників», вважаючи добрим, що Єгипет позбувся нещадної корупції і дратівливості короля Фарука. До того ж, стосунки з урядом Фарука на тлі партизанської війни в Зоні Каналу, вимагали негайних і суттєвих змін. Оскільки нові правителі були солдатами і льотчиками, в Лондоні сподівалися, що вони краще усвідомлюватимуть стратегічну загрозу від радянського комунізму та чутливіше реагуватимуть на пропозицію військового союзу з Заходом. Офіцери дійсно пішли назустріч в деяких питаннях, домовившись з Іденом в окремій угоді від 12 лютого 1953 року про майбутнє Судану.
19 жовтня 1954 року була підписана Англо-єгипетська угода терміном на 7 років, що передбачала припинення дії англо-єгипетськогої угоди 1936 року, остаточну евакуацію англійських збройних сил з Єгипту протягом 20 місяців з дня підписання угоди, визначала Суецький канал невіддільною частиною Єгипту, обидві сторони зобов'язалися дотримуватися Константинопольської конвенції 1888 року про судноплавство в Суецькому каналі. Угода передбачала можливість використання англійськими військами певних баз в зоні Суецького каналу і єгипетських портів у разі збройного нападу «з боку іноземної держави» на країни-члени Ліги арабських країн або Туреччину. Відповідно до угоди, Велика Британія мала вивести війська з зони Суецького каналу в червні 1956 року.
Подальші дії Насера, панарабські прагнення, відмова від участі в Багдадському пакті, зближення з Радянським Союзом поклали край британським сподіванням на мирне врегулювання відносин з Єгиптом. Останньою крапкою в цьому процесі стала націоналізація Каналу.
З квітня 1955 р. Ентоні Іден очолив британський уряд. Позиція Ідена щодо Гамаля Абдель Насера, сформована 1956 року його попереднім політичним досвідом періоду Першої і Другої світових воєн, полягала в необхідності негайної військової акції і фізичного усунення диктатора. Складність стану уряду Ідена полягала в тому, що для реалізації його планів військової акції проти Єгипту була потрібна підтримка парламенту. Між тим навіть всередині самої консервативної партії існували розбіжності у питанні політики щодо Близького Сходу. Так звана «суецька група» в парламентській фракції консерваторів на чолі з Чарлзом Уотерхаузом вимагала, аби уряд протидіяв встановленню єгипетського контролю над каналом усіма можливими засобами, до застосування «крайніх заходів» включно. «Суецькій групі» протистояли «молоді консерватори», на думку яких, навпаки, Англія повинна була діяти проти Єгипту тільки разом із США, а отже, зачекати із військовою інтервенцією доки американська влада не замінить свою закулісну політику в цьому питанні на відкриту участь у військовій акції
Сполучені Штати того часу бачили себе лідерами деколонізації і відмовлялися підтримувати будь-який рух, який можна розглядати як імперіалізм або колоніалізм. Висловлення президента Ейзенхауера повинні були довести британському керівництву, що американська громадська думка не підтримає військове рішення. Він попереджував, що американці та світ «будуть обурені», якщо тільки всі мирні маршрути не будуть вичерпані, і навіть тоді «кінцева ціна може стати надто важкою». Але Іден та інші провідні британські політики помилково сподівалися, що підтримка Насером палестинських терористів проти Ізраїлю, а також його спроби дестабілізувати прозахідні режими в Іраку та інших арабських державах, утримають США від втручання під час британської військовій операції. Іден був певен, що Британія все ще може провадити незалежну світову політику.

### Франція
Франція також була ворожа Насеру. Основні її інтереси, пов'язані з арабським світом, були зосереджені в Марокко і Алжирі, причому перший був французьким протекторатом, а другий — департаментом французької метрополії, де кількість мешканців-французів досягала мільйона. Французький уряд прем'єр-міністра Гі Молле зіткнувся зі все більш серйозним повстанням в Алжирі, де Фронт національного визволення підтримувався Єгиптом. Політика Насера не тільки давала ФНВ емоційну і політичну опору. Алжирський ФНВ мав штаб-квартиру в Каїрі, отримував від Єгипту важливу допомогу у постачанні зброї, представники ФНВ мали вільний доступ до єгипетського радіо. Надходження радянської зброї породили перспективи перетворення Єгипту на постійного транзитера для озброєння алжирських партизанів. Молле порівнював націоналістичну політику Насера із політикою Гітлера, що викладена у Майн Кампф. Насер, за словами Молле, має намір відтворити завоювання ісламу.

Іден і Молле належали до покоління, яке вважало умиротворення за смертний гріх, а Мюнхенську угоду сприймало як вічний докір європейській політиці. Порівняння єгипетського лідера з Гітлером чи Муссоліні для них означало, виключення будь-яких можливостей компромісу. Вони повинні були або взяти верх, або відмовитися від претензій на верховенство — в першу чергу у власних очах.
Із появою спільного супротивника вже наявні контакти Франції з Ізраїлем набули нового змісту. Андре Бофре, французький командувач, згодом пояснював: «Насправді наша прихильність справі Ізраїлю виникла завдяки ізраїльському динамізму у порівнянні із нерішучим ставлення британців …». На початку серпня 1956 року, міністр оборони Франції Моріс Буржес-Монурі через Шимона Переса, що займався постачанням зброї звернувся до ізраїльтян з питанням: «Якщо ми увійдемо в Єгипет, чи готовий Ізраїль битися разом з нами?» Перес миттєво відповів: «Так». Десятьма днями пізніше він був обережно проінформований про підготовку англо-французької атаки Єгипту. Нарешті, на початку вересня Буржес-Монурі спитав Переса прямо, чи може Ізраїль напасти на Єгипет 20 жовтня разом із французами та англійцями. Керівництво Франції було зацікавлено не тільки у приводі для вторгнення союзників, але й у ретельно спланованому наступі на двох фронтах. Ізраїльська наземна атака на Синай дозволяла британцям і французам перенести акцент дій з масштабної висадки на більш обмежені дії парашутистів і повітряні атаки у Зоні Каналу. Наближалися американські вибори і союзники обирали термін операції, сподіваючись, що Ейзенхауер не буде в змозі реагувати. 23 вересня під тиском з боку Буржес-Монурі, і попереджень, що участь в операції є ціною підтримки Ізраїлю з французького боку, Бен-Гуріон дав згоду на участь і вказаний термін.

### Ізраїль
Угоди про перемир'я, якими завершилася Арабо-ізраїльська війна 1948—1949 рр. (Війна за незалежність Ізраїлю), не забезпечили стабілізації військово-політичної ситуації на Близькому Сході. Передбачені цими угодами переговори про укладення постійного миру між Ізраїлем та арабськими країнами не почалися багато в чому через те, що останні не були готові визнати право єврейської держави на існування. Вже через три тижні після революції полковників у липні 1952 р. Бен-Гуріон простягнув «руку дружби» новому режиму, заявивши у виступі Кнесет, що Ізраїль хоче бачити «вільний, незалежний і прогресивний Єгипет». Він запропонував Каїру економічну та політичну допомогу. У березні 1953 р. як основа для обговорень була прийнята пропозиція єгиптян. Каїр просив 120 мільйонів фунтів стерлінгів як компенсацію біженцям за певні коригування ізраїльсько-єгипетського кордону, і територію, яка б зв'язала Єгипет з Йорданією через південний Негев. Зі свого боку, ізраїльтяни згодились обговорити ці умови, якщо арабський бойкот і блокада припиняться. Контакт між двома урядами відбувався через американських та британських посередників.
Тим не менше, у грудні 1954 року єгипетський міністр Салах Салім оголосив, що Єгипет ніколи не буде встановлювати мир з Ізраїлем, навіть якщо євреї згодні дотримуватися всіх резолюцій Генеральної Асамблеї щодо кордонів та біженців. Король Йорданії Абдалла I бін Хусейн, який парафував таємну угоду про принципи мирного врегулювання з Ізраїлем, був убитий арабським націоналістом (липень 1951 р.)
 Арабська ліга оголосила Ізраїлю економічний бойкот.
У 1951 р. Єгипет закрив Суецький канал для ізраїльських суден і заборонив транспортування ним будь-яких товарів для Ізраїлю — всупереч резолюції Ради Безпеки ООН від 1951 року, що засудила цей крок. Але і після винесення цієї резолюції, Єгипет перешкоджав свободі мореплавання і затримував ізраїльські судна, вантажі й моряків.

У 1953 р., на порушення угоди про перемир'я, Єгипет заборонив прохід ізраїльських суден через Тиранську протоку, на березі протоки у Рас-Насрані була встановлена важка берегова артилерія. В результаті Ізраїль було позбавлено виходу в Індійський океан.
Уздовж ліній припинення вогню з Єгиптом, Йорданією та Сирією постійно виникали збройні сутички, організовані групи фідаїнів проникали на територію Ізраїлю, здійснюючи диверсії, внаслідок яких гинуло чимало цивільних громадян і було завдано значних матеріальних збитків. Особливу активність діяльність фідаїнів набула з квітня 1956 року, коли єгипетська розвідка (у Газі очолювана полковником Мустафою Хафезом) узяла на себе підготовку терористів та керівництво їхніми рейдами
Ізраїль, у свою чергу, організовував військові рейди на арабські території для відплати за ці диверсії, такі, як операція «Чорна стріла» у Газі, під час якої було вбито 37 єгипетських солдатів, операція «Елькаям» у Хан-Юнісі, під час якої єгипетські втрати становили 72 вбитих та 58 поранених, та ін.
Безкарність ізраїльських рейдів викликала значний суспільний резонанс в Єгипті, завдавала удару по авторитету влади і змушувала єгипетське керівництво до прискорення пошуку нових озброєнь, а також відповідних політичних кроків. Ескалація напруги між Ізраїлем і Єгиптом тривала. Єгипетське керівництво побоювалось, що ворог готується до масової атаки. Згодом Насер заявить, що «ніч кошмарів» в Газі (операція «Чорна стріла») змусила його прийняти два рішення з важкими наслідками: створити диверсійні загони смертників для проведення рейдів на територію Ізраїлю в районі Газа і закупити у великій кількості сучасне озброєння. Напад на базу в Газі він розцінює як «поворотний момент» в єгипетсько-ізраїльських відносинах, що знищив будь-яку надію на мир.
У вересні 1955 р., п'ятьма днями пізніше рейду у Хан-Юніс, в зоні Тиранскої протоки були заборонені польоти ізраїльських цивільних літаків, що закрило Ізраїлю єдину лінію прямого повітряного сполучення зі Східною і Південною Африкою.
До 1953 року єгипетська військова присутність на Синаї мала чисто оборонний характер, там був дислокований тільки один посилений батальйон, головним завданням якого була боротьба з контрабандою наркотиків. Ситуація різко змінилася у 1953—1955 рр.: були прокладенні дороги, на основних магістралях в стратегічно важливих місцях для забезпечення ефективної системи постачання були збудовані військові бази з великими складами, споруджені військово-повітряні бази, що суттєво наблизило ВПС Єгипту до потенційних об'єктів удару.
Коли ізраїльське керівництво остаточно дійшло висновку, що Насер готується до війни, Давид Бен-Гуріон наказав генштабу розробити план превентивного удару і підготуватися для здійснення такої кампанії вже 1956 року, спрямувавши зусилля насамперед на розблокування Тиранської протоки для ізраїльських суден.
Ілан Троєн, директор Науково-дослідного інституту і архівів Бен-Гуріона пише:
```
Звичайні дослідження та свідчення ізраїльських лідерів, зокрема Бен-Гуріона, полягали в тому, що масштабна єгипетська угода про зброю у вересні 1955 р. з радянським союзником, Чехословаччиною, була каталізатором, який підтвердив, що очікуваний "другий раунд" війни з Єгиптом неминучий і, ймовірно, у стані вибуху. Ізраїль, побоюючись, що баланс сил з арабськими державами повернеться проти нього, почав готуватися до конфлікту, включно з можливістю превентивного удару. Рішення Насера обмежити права проходу через Тиранську протоку та постійні прикордонні проблеми забезпечили обґрунтування дій
[
23
]
```

Одночасно Ізраїль активізував свої зусилля спрямовані на закупівлю зброї. До цього часу декілька років поспіль ізраїльське керівництво марно намагалося укласти зі США договір «про сприяння безпеці» і отримати дозвіл американського уряду на закупівлю зброї в Сполучених Штатах. Основні кроки, вжиті Ізраїлем з метою отримання французького озброєння, були зроблені на початку 1955 року, незабаром після повернення Бен-Гуріона в міністерство оборони. З цього моменту і до 1 квітня 1956 року, коли перші французькі літаки приземлилися в Ізраїлі, генеральний директор міністерства оборони Шимон Перес вів активну кампанію в урядових колах Франції та закладав основи плідної співпраці між двома державами. США цим контактам не перешкоджали, розраховуючи, що, у зв'язку з отриманням озброєння Ізраїлем від Франції, питання про постачання американської зброї буде знято з обговорення, на Близькому Сході встановиться новий баланс військових сил, в якому США збережуть добрі можливості для дипломатичної гри в регіоні. Франція коли брала участь у переоснащенні Армії оборони Ізраїлю, з одного боку задовольняла потреби оборонної промисловості у нових експортних ринках, з іншого боку — була зацікавлена у зміні балансу сил на Близькому Сході.
1 квітня 1956 року до Ізраїлю прибули перші дванадцять французьких винищувачів Mystere IV. 23 квітня була підписана угода щодо постачання ще дванадцяти винищувачів, а 23-24 червня — контракт на суму в 80 мільйонів доларів, що мав у переліку: 200 легких танків АМХ, 72 винищувачі Mystere IV, 40 000 штук 75-міліметрових снарядів, 10 000 протитанкових ракет. Перша партія французької військової техніки таємно прибула вже 24 липня 1956 року. За свідченням Моше Даяна на початку жовтня 1956 р. Франція надала згоду на постачання 200 напівгусеничних бронемашин, 100 танків «Супер-Шерман», 20 танковозів і 300 повнопривідних тривісних (6x6) вантажівок.

## Севрська угода
Докладніше: Севрський протокол
22 —24 жовтня 1956 року у місті Севр, Франція, між урядами Ізраїлю, Франції та Великої Британії була досягнута угода про спільні військові дії проти Єгипту

## Військові дії

### Операція «Кадеш»

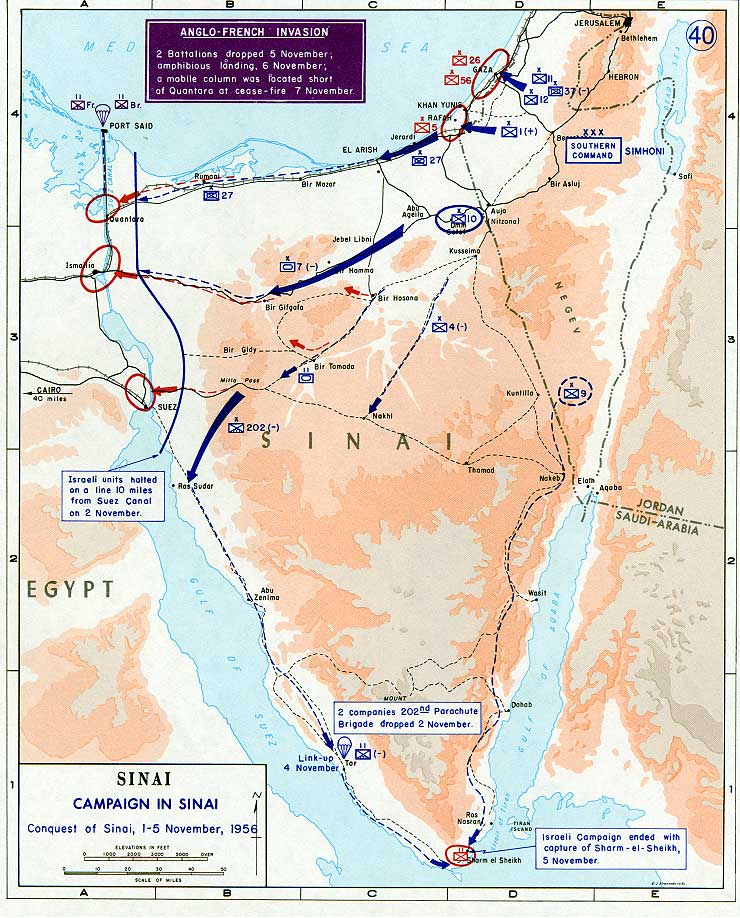
Суецька кампанія. 29 жовтня — 6 листопада 1956 р.

Докладніше: Операція «Кадеш»
29 жовтня —5 листопада 1956 р. Ізраїль, відповідно домовленостям з Британією та Францією, проводив військову операцію проти Єгипту, що отримала назву Операція «Кадеш» (івр. ‏מבצע קדש), від імені стародавнього міста Кадеш на Синайському півострові, згаданому в Книзі Второзаконня.

29 жовтня парашутний батальйон АОІ захопив перевал Мітла. Два інших батальйони приєдналися до першого протягом 24 годин. Ще три підрозділи перейшли єгипетський кордон і рушили трьома різними напрямками через Синай за підтримкою ВПС. Були захоплені Шарм-аш-Шейх, узбережжя Тиранської протоки та укріплений район Абу-Агейла, наступ розвивався в напрямку Ісмаілії, Рафаху та Ель-Кантари. Єгипетські сили на Синаї були розбиті протягом 100 годин, інші арабські держави, попри угоди з Єгиптом, не брали участь у військових діях.
Рада Безпеки ООН не дійшла згоди через участь двох своїх постійних членів у кризі. Натомість, Генеральна Асамблея ООН закликала 2 та 7 листопада повністю відвести ізраїльські війська до лінії припинення вогню 1949 року. Радянський Союз навіть погрожував використанням сили, якщо відхід не буде здійснено.
8 листопада Ізраїль погодився на відведення військ згідно з резолюцією ООН про створення надзвичайних сил ООН на цій території і полишив усі свої позиції, окрім сектора Гази та узбережжя Тиранської затоки. Перш ніж виконати ці умови, Ізраїль зажадав гарантій майбутнього вільного судноплавства та припинення атак з території Єгипту. Після довгих важких перемовин в лютому 1957 року між сторонами було досягнуто порозуміння, що надзвичайні сили ООН мають розміститися уздовж кордонів і здійснювати контроль за виконанням домовленостей. В березні відвід військ був завершений.
Проти очікувань Ізраїлю, Сектор Гази було повернуто під єгипетський суверенітет і найближчим часом атаки фідаїнів поновилися. Вільне судноплавство Тиранською протокою збереглося до травня 1967 року.

### Операція «Мушкетер»
Докладніше: Операція «Мушкетер»

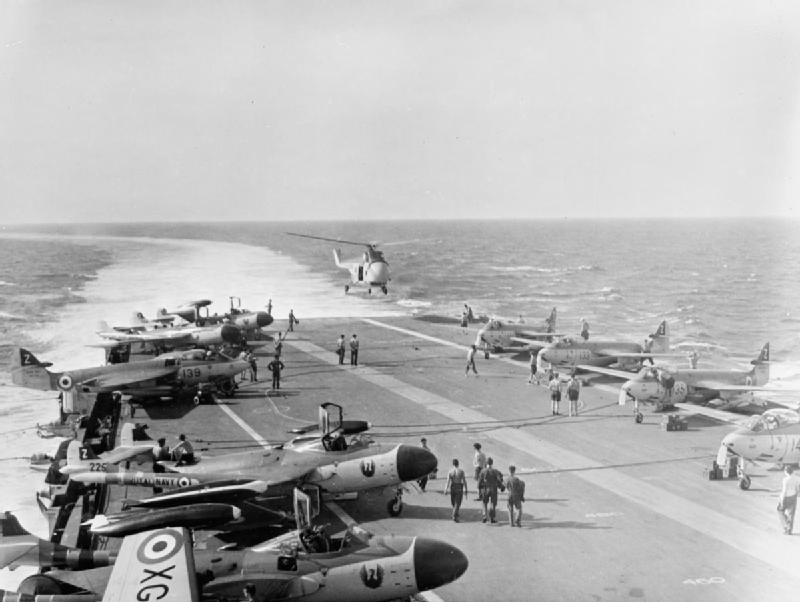
Злітна палуба авіаносця HMS Albion

30 жовтня о 18:00 Велика Британія і Франція висунули Єгипту та Ізраїлю ультиматум з вимогою відвести війська на 10 миль від Суецького каналу. Насер, як і очікувалось, відхилив ультиматум і дав привід європейцям розпочати військові дії.
З 31 жовтня по 6 листопада Британія і Франція здійснили військову операцію, під час якої знищили єгипетську авіаційну і технічну інфраструктуру, висадили морський та гелікоптерний десанти і захопили міста Порт-Саїд і Порт-Фуад. Авангардні союзницькі сили встигли досягти Ель-Капа, що в 23 милях на південь від Порт-Саїда, коли отримали наказ про припинення вогню о 23:59 і повідомлення, що, згідно з Резолюцією Генеральної Асамблеї ООН Зону Каналу окупуватимуть надзвичайні сили ООН.
Загальні втрати союзників становили 11 французів і 24 британці вбитими, 129 поранених.
Жертви серед єгиптян складалися приблизно з 1000 цивільних і 650 військових.

## Закінчення кризи
2 листопада 1956 р. була скликана перша в історії ООН надзвичайна сесія Генеральної Асамблеї, що на першому ж засіданні затвердила запропоновану США резолюцію з вимогою припинення вогню і відведення військ.
Вранці 5 листопада 1956 року Ізраїль зайняв останню єгипетську фортецю на Синаї, Шарм-еш-Шейх, і таким чином завершив військові дії, розпочаті 29 жовтня.

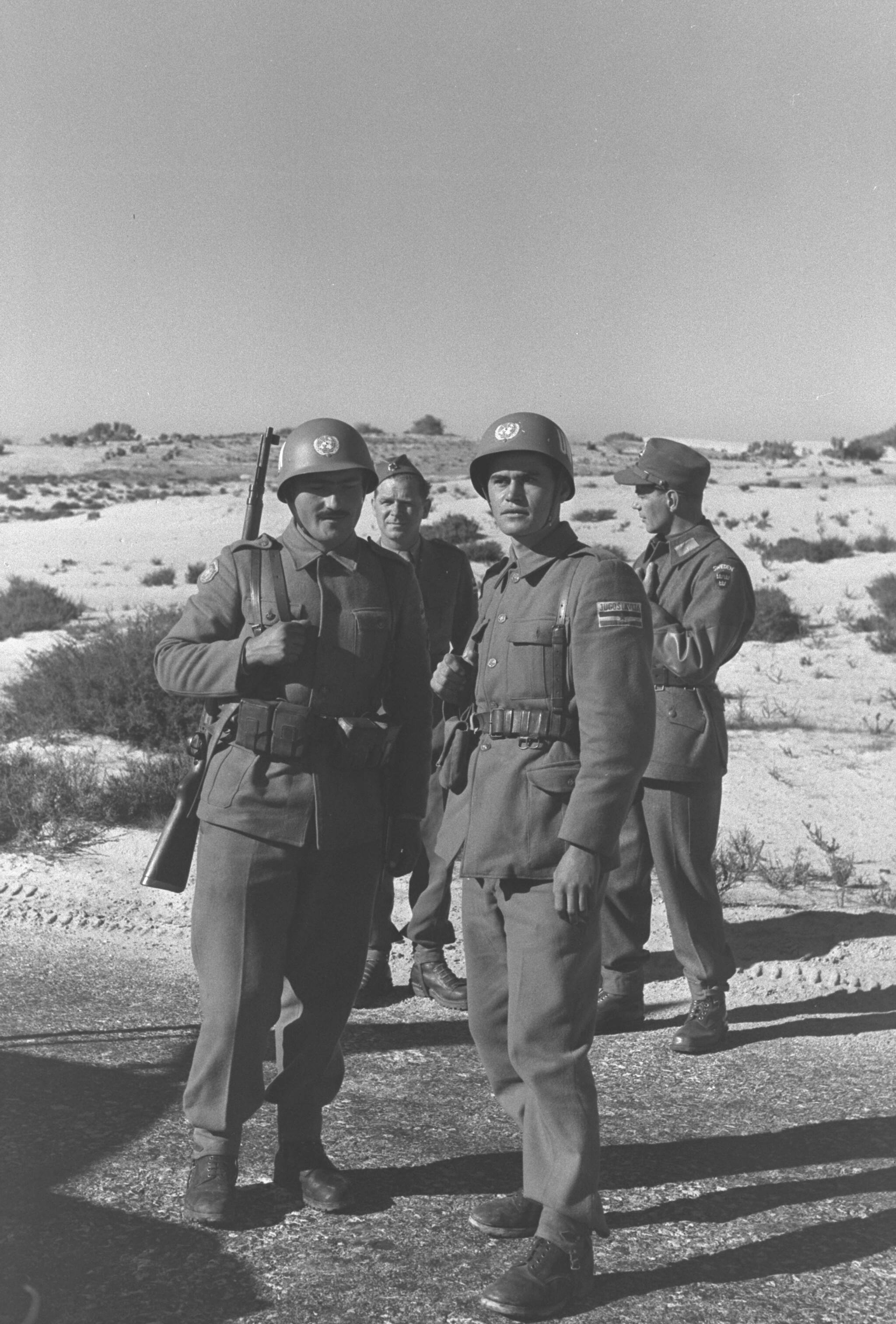
Югославські миротворці. 15 січня 1956 р.

Того ж дня Генеральний секретар представив план надзвичайних сил Організації Об'єднаних Націй. Це дозволило Канаді, Норвегії та Колумбії представити Резолюцію 1000 (ES-I) від 5 листопада 1956 року про створення надзвичайних миротворчих сил, яка була прийнята Генеральною Асамблеєю 57 голосами «за», 0 «проти» та 19 утрималися.

Увечері 5 листопада, коли парашутисти союзників десантувалися на Порт-Саїд та Порт-Фуад, радянський уряд направив ноти протесту Ідену та Молле, де погрожував використанням «усіх видів сучасної зброї», аби зупинити агресію. Радянський Союз і Китай поширювали чутки про реєстрацію «добровольців» для дій на Близькому Сході.
Радянські погрози були звичайною тактикою залякування, звістки про радянську присутність на Середньому Сході не мали жодної основи.
Згодом у своїх мемуарах Хрущов розповів про поширення фальшивої інформації щодо «добровольців», але у листопаді 1956 року блеф виглядав схожим на правду, ізраїльтяни готувалися до найгіршого.
Рішучість Великої Британії продовжити операцію «Мушкетер» зламав не радянський протест, а американський тиск.
6 листопада Сполучені Штати повідомили Ідена, що термінова кредитна заявка Британії на 1 млрд доларів з МВФ залежить від припинення вогню. Одночасно, внаслідок перебігу подій навколо Каналу, під загрозою розпаду опинилась Британська Співдружність, Індія погрожувала розривом зв'язків, Ейзенхауер телефонував Ідену з вимогою негайно зупинити військові дії.
Ентоні Іден повідомив Гі Молле, що без підтримки і згоди Сполучених Штатів Британія далі діяти не може.
Молле зажадав ще трохи часу, аби завершити захоплення Каналу. Іден погодився відкласти припинення вогню до півночі 6 листопада. Але незабаром з'ясувалося, що французи самостійно не в змозі врятувати операцію, тому що занадто об'єднані під британським керівництвом на всіх рівнях. Попри важку втрату перемоги за лічені години, Париж згодився діяти разом з англійцями. Опівночі 6 листопада операція припинилася.
Велика Британія погодилася припинити військові дії в Єгипті за умовою розміщення в зоні конфлікту надзвичайних сил ООН.

Вже 15 листопада 1956 року в Зону Каналу прибули перші «блакитні каски» ООН.
22 грудня 1956 року інтервенціоністські підрозділи остаточно полишили Єгипет. Ізраїль, попри сподівання, змушений був піти з Синаю в березні 1957 року, зруйнувавши і знищивши всю військову інфраструктуру на півострові.
27 грудня 1956 року флот, фінансований ООН, почав розчищання Суецького каналу.

### Міжнародна реакція

#### Реакція західних урядів
Операція, спрямована на встановлення контролю над Суецьким каналом, Газою та частиною Синая, була дуже успішною для загарбників з військової точки зору, але стала катастрофою з політичної точки зору, що призвело до міжнародної критики та дипломатичного тиску. Разом із Суецькою кризою Сполучені Штати також мали справу з майже одночасною Угорською революцією. Пізніше віце-президент Річард Ніксон пояснив: «Ми не могли, з одного боку, скаржитися на радянське втручання в Угорщину, а з іншого — схвалювати те, що англійці та французи вибрали саме той час для втручання проти Насера». Крім того, Ейзенхауер вірив у те, що якщо Сполучені Штати мовчазно погодяться на напад на Єгипет, то негативна реакція в арабському світі може схилити арабів на бік Радянського Союзу.
Незважаючи на відсутність комерційних або військових інтересів у цьому регіоні, багато країн були стурбовані зростанням розриву між західними союзними державами. Посол Швеції при дворі Сент-Джеймса Гуннар Хегґльоф написав у листі до антивоєнного консерватора члена парламенту Едварда Бойла,
Я не думаю, що є частина світу, де б симпатії до Англії були більшими, ніж у Скандинавії. Але скандинавська громадськість ніколи не була так шокована діями британського уряду — навіть британсько-німецькою морською угодою 1935 — як Суецькою інтервенцією.
\Коли Ізраїль відмовився вивести свої війська із сектора Газа та Шарм-ель-Шейха, Ейзенхауер заявив: «Ми не повинні дозволити Європі лежати на спині через нестачу нафти». Він прагнув до зусиль за підтримки ООН щодо запровадження економічних санкцій проти Ізраїлю до тих пір, поки він повністю не вийде з єгипетської території. Лідер більшості в Сенаті Ліндон Б. Джонсон і лідер меншості Вільям Ноуленд виступили проти американського тиску на Ізраїль. Джонсон сказав держсекретарю Джону Фостеру Даллесу, що він хотів би, щоб той "з усією майстерністю" протистояв будь-якій спробі застосувати санкції до Ізраїлю.
Даллес відхилив прохання Джонсона і повідомив Ейзенхауеру про заперечення, зроблені Сенатом. Ейзенхауер «наполягав на застосуванні економічних санкцій» аж до припинення приватної американської допомоги Ізраїлю, яка, за оцінками, становила понад 100 мільйонів доларів на рік. Зрештою, контрольований Демократичною партією Сенат не погоджувався з позицією Ейзенхауера щодо Ізраїлю. Нарешті Ейзенхауер сказав Конгресу, що звернеться з цією проблемою до американського народу, сказавши: «Америка має або один голос, або його немає, і цей голос є голосом президента — незалежно від того, погоджуються всі з ним чи ні». Президент звернувся до нації по радіо та телебаченню, де він окреслив відмову Ізраїлю вийти, пояснивши свою віру в те, що в ООН «не було іншого вибору, окрім як чинити тиск на Ізраїль».

#### Прийняття в мусульманському світі
Напад на Єгипет сильно образив багатьох у мусульманському світі. У Пакистані 300,000 людей взяли участь у мітингу в Лахорі на знак солідарності з Єгиптом, а жорстокий натовп у Карачі, скандуючи антибританські гасла, спалив британську верховну комісію. У Сирії уряд підірвав нафтопровід Кіркук-Баніяс, яким іракська нафта надходила на танкери в Середземному морі, щоб покарати Ірак за підтримку вторгнення і відрізати Британію від одного з основних маршрутів доставки іракської нафти. Король Саудівської Аравії Сауд ввів повне нафтове ембарго на Велику Британію та Францію.

#### Резолюція Генеральної Асамблеї ООН 997

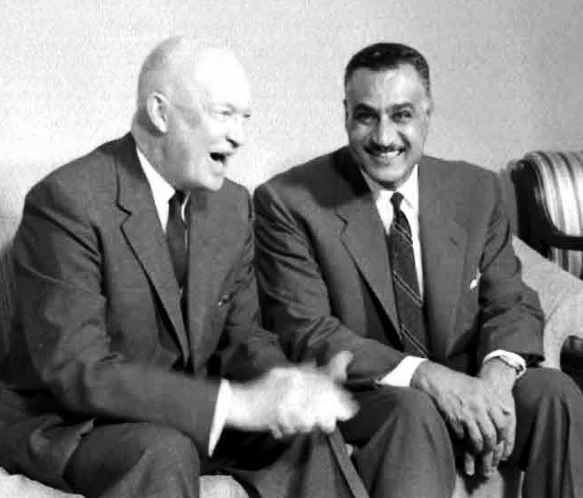
Зустріч президентів Ейзенхауера і Насера в Нью-Йорку, 1960

30 жовтня Рада Безпеки провела засідання на прохання Сполучених Штатів, коли подала проект резолюції із закликом до Ізраїлю негайно вивести свої збройні сили за встановлені лінії перемир'я. Він не був прийнятий через вето Великої Британії та Франції. Аналогічний проект резолюції, ініційований Радянським Союзом, також був відхилений. 31 жовтня, як і було заплановано, Франція та Велика Британія здійснили повітряну атаку на цілі в Єгипті, за якою незабаром послідувала висадка їхніх військ у північній частині зони каналу. Пізніше того ж дня, враховуючи серйозну ситуацію, створену діями проти Єгипту, і через відсутність одностайності серед постійних членів, що заважає йому виконувати свій головний обов’язок підтримувати міжнародний мир і безпеку, Рада Безпеки ухвалила Резолюцію 119; вона вирішила вперше скликати надзвичайну спеціальну сесію Генеральної Асамблеї, як це передбачено в резолюції 1950 «Єдність на користь миру», щоб виробити відповідні рекомендації щодо припинення бойових дій.
Надзвичайна спеціальна сесія була скликана 1 листопада; того ж дня Насер звернувся до США з проханням про дипломатичну допомогу, не звертаючись до Радянського Союзу; спочатку він скептично поставився до ефективності дипломатичних зусиль США в ООН, але пізніше повністю віддав належне ролі Ейзенхауера в припиненні війни.
Вранці 2 листопада Генеральна Асамблея прийняла пропозицію Сполучених Штатів щодо резолюції 997 (ES-I); 64 проголосували «за», 5 «проти» (Австралія, Нова Зеландія, Велика Британія, Франція та Ізраїль) при 6 утримавшихся. Вона закликала до негайного припинення вогню, відведення всіх сил за лінії перемир’я, ембарго на постачання зброї та поновлення роботи Суецького каналу, який наразі був заблокований. Генерального секретаря попросили спостерігати за дотриманням і негайно звітувати про дотримання як Раді Безпеки, так і Генеральній Асамблеї для подальших дій, які будуть вважатися доцільними відповідно до Статуту ООН.
Протягом наступних кількох днів екстрена спеціальна сесія згодом прийняла низку дозвільних резолюцій, які створили перші Надзвичайні сили ООН (UNEF) 7 листопада Резолюцією 1001. Ця пропозиція про надзвичайні сили та припинення вогню, як наслідок, стали можливими насамперед завдяки зусиллям Лестера Б. Пірсона, секретаря закордонних справ Канади, та Дага Гаммаршельда, генерального секретаря ООН. Велика Британія і Франція домовилися вийти з Єгипту протягом тижня; Ізраїль цього не зробив.
Роль Неру як прем'єр-міністра Індії та лідера Руху неприєднання була значною; індійський історик Індер Малготра писав, що «тепер Неру, який намагався бути рівноправним між двома сторонами, рішуче засудив Ідена та співзасновників агресії. У нього був потужний, хоча й відносно мовчазний, союзник в особі президента США Дуайта Ейзенхауера, який пішов настільки, щоб використати американський вплив у МВФ, щоб змусити Ідена та Молле поводитися правильно». Індійський історик Індер Малготра писав про роль Неру так: «Тож Суецька війна закінчилася приниженням Британії. Іден втратив роботу. Неру досяг своєї мети — захистити суверенітет Єгипту та честь Насера».

##### Засудження ООН у Західній Німеччині
Рідкісний приклад підтримки англо-французьких дій проти Єгипту надійшов із Західної Німеччини. Хоча його кабінет був розділений, канцлер Західної Німеччини Конрад Аденауер був розлючений на Сполучені Штати за їх «приязність до росіян», оскільки Аденауер назвав відмову США втручатися в Угорщину та голосування за Радянський Союз у Раді Безпеки ООН. 7 листопада Аденауер заявив своєму кабінету, що Насер був прорадянською силою, якого необхідно поставити на місце, і, на його думку, напад на Єгипет був цілком виправданим.
Що жахало Аденауера у цій кризі, так це те, що Сполучені Штати виступили проти нападу на Єгипет і проголосували разом з Радянським Союзом у Раді Безпеки проти Британії та Франції, що призвело Аденауера до побоювань, що Сполучені Штати та Радянський Союз «розділять світ» відповідно до власних інтересів, не думаючи про інтереси європейських держав. Особливо Аденауера хвилювало те, що американське посольство в Бонні не дало чіткої відповіді, якой є американська політика у відповідь на листи Булганіна. Аденауер стверджував своєму кабінету, що французи мали повне право вторгнутися в Єгипет через підтримку Насером FLN в Алжирі, але британці були частково винні, оскільки вони «незрозумілим чином» закрили свою базу на Суецькому каналі в 1954.
Згодом традиційно франкофіл Аденауер зблизився з Парижем. 5-6 листопада 1956 він відмовився скасувати запланований візит до Парижа, і його зустріч на вищому рівні з Молле явно мала розглядатися як жест моральної підтримки. Один із помічників Аденауера, Фріц фон Екардт, прокоментував церемонію відкриття в Парижі, де Молле та Аденауер стояли пліч-о-пліч, що звучали національні гімни «[у] найсерйознішу годину, яку Франція пережила після закінчення війни [;] два уряди стояли пліч-о-пліч». Під час саміту в Парижі Молле прокоментував Аденауеру, що радянський ядерний удар може знищити Париж у будь-який момент, що значно посилило напругу та сприяло зближенню французів і німців.

#### Радянське бряцання зброєю
Хоча позиція Радянського Союзу в кризі була такою ж безпорадною, як і позиція Сполучених Штатів щодо повстання в Угорщині, прем'єр-міністр Микола Булганін погрожував втрутитися на боці Єгипту та завдати ракетних ударів по Британії, Франції та Ізраїлю. Булганін звинувачував Бен-Гуріона в підтримці європейського колоніалізму, а Молле в лицемірстві за те, що він очолював соціалістичний уряд, водночас проводячи праву зовнішню політику.

Радянська загроза відправити війська до Єгипту для боротьби з союзниками змусила Ейзенхауера побоюватися, що це може бути початком Третьої світової війни. Один із помічників Ейзенхауера Еммет Г'юз нагадав, що реакція Білого дому на листи Булганіна була «похмурою», оскільки існували побоювання, що це початок зворотного відліку до Третьої світової війни, війни, яка, якщо вона почнеться, призведе до загибелі сотень мільйонів людей. У приватній розмові Ейзенхауер розповів заступнику державного секретаря Герберту Гуверу-молодшому про свої побоювання, що: 
Радянський Союз міг бути готовий піти на будь-яку шалену авантюру. Вони такі ж налякані та розлючені, як Гітлер був у свої останні дні. Немає нічого небезпечнішого за диктатуру в такому стані розуму.
Якби Радянський Союз дійсно вступив у війну з союзниками по НАТО Британією та Францією, тоді Сполучені Штати не змогли б залишатися нейтральними, тому що зобов’язання Сполучених Штатів перед НАТО набули б чинності, вимагаючи від них вступити у війну з Радянським Союзом на захист Британії та Франції. Подібним чином, якби Радянський Союз напав на Ізраїль, хоча офіційних американських зобов’язань захищати Ізраїль не було, адміністрація Ейзенхауера опинилася б під сильним внутрішнім тиском з метою втручання. З точки зору Ейзенхауера, було б краще припинити війну проти Єгипту, ніж ризикувати її переростанням у Третю світову війну, якщо Хрущов серйозно збирався розпочати війну на захист Єгипту, як він публічно наполягав на цьому.
Ейзенхауер негайно наказав польотам Lockheed U-2 над Сирією та Ізраїлем шукати будь-які радянські військово-повітряні сили на сирійських базах, щоб британці та французи могли їх знищити. Він сказав Гуверу та директору ЦРУ Аллану Даллесу: «Якщо Радянський Союз нападе безпосередньо на французів і британців, ми будемо у війні, і ми матимемо право вживати військові дії, навіть якби Конгрес не засідав». Американці виключили Ізраїль із гарантії проти радянського нападу, однак, настороживши ізраїльський уряд. U-2 показав, що радянські літаки не були в Сирії, незважаючи на погрози.
Хрущов часто стверджував, що володіє величезним арсеналом МБР з ядерними боєголовками, і, відкидаючи будь-які наміри розпочинати війну, стверджував, що він був би більш ніж радий перетворити звичайну війну на ядерну, якщо війна все-таки почнеться. Польоти U-2 над Радянським Союзом, які мали на меті з’ясувати, чи справді країна має ядерний арсенал, про який вона заявляла, почалися лише в липні 1956, і лише в лютому 1959 було чітко встановлено, що Хрущов значно перебільшив свою ядерну силу.
Нібито величезний радянський арсенал міжконтинентальних балистичних ракет, за допомогою яких Хрущов знищив би міста Британії, Франції, Ізраїлю та, якщо знадобиться, Сполучених Штатів, складався лише з чотирьох ракет «Семерка», розміщених на болоті на південь від Архангельська. З точки зору Ейзенхауера, у 1956 він не міг напевно знати, чи було ядерне хвастощі Хрущова справжнім чи ні.
Раніше в 1956 Даллес попередив Ейзенхауера, що Хрущов був «найнебезпечнішою людиною, яка очолила Радянський Союз з часів Жовтневої революції», оскільки Хрущов був «не холодно розрахованою людиною, а скоріше людиною, яка реагувала емоційно. Він, очевидно, був у стані алкогольного сп’яніння більшу частину часу, і можна було очікувати, що він вчинить ірраціональні вчинки». Пізніше Хрущов зізнався у своїх мемуарах, що він не серйозно «думав починати війну» в листопаді 1956, як він стверджував у той час, оскільки йому не вистачало необхідних МБР, щоб реалізувати свої погрози.

### Економічний тиск на Британію і Францію
Сполучені Штати також чинили фінансовий тиск на СК, щоб воно припинило вторгнення. Оскільки Банк Англії втратив 45 мільйонів доларів між 30 жовтня та 2 листопада, а постачання нафти Британії було обмежено через закриття Суецького каналу, британці звернулися за негайною допомогою до МВФ, але Сполучені Штати відмовили. Фактично Ейзенхауер наказав своєму секретару казанчейства Джорджу М. Гамфрі підготуватися до продажу частини пакетів стерлінгових облігацій уряда США. Уряд Великої Британії розглядав можливість вторгнення в Кувейт і Катар, якщо США запровадять нафтові санкції.
Канцлер скарбниці Британії Гарольд Макміллан повідомив своєму прем’єр-міністру Ентоні Ідену, що Сполучені Штати повністю готові реалізувати цю загрозу. Він також попередив свого прем'єр-міністра, що валютні резерви Британії просто не зможуть витримати девальвацію фунта, яка відбудеться після дій Сполучених Штатів; і що через кілька тижнів після такого кроку країна не зможе імпортувати продовольство та енергоносії, необхідні для підтримки населення на островах. Проте в кабінеті були підозри, що Макміллан навмисно завищив фінансову ситуацію, щоб витіснити Ідена. Те, що чиновники казначейства сказали Макміллану, було набагато менш серйозним, ніж те, що він сказав Кабінету.
Разом із діями США Саудівська Аравія запровадила нафтове ембарго проти Великобританії та Франції. США відмовлялися заповнювати прогалину, поки Британія та Франція не погодилися на швидкий вихід. Інші члени НАТО відмовилися продавати нафту, отриману від арабських країн, до Британії чи Франції.

## Наслідки
Війна продемонструвала неефективність дій західноєвропейських членів НАТО у відсутності завчасного планування і взаємодії поза європейською зоною відповідальності. Криза поклала кінець дипломатії канонерок.
Сполучені Штати та СРСР довели, що колоніальна епоха закінчилася і будь-які політичні цілі на Близькому Сході не могли бути досягнуті без погодження з ними, а країни Європи вже не є силами, що домінують в цьому регіоні.
Велика Британія остаточно втратила статус імперії і світової держави. Її фінансова слабкість, падіння валютних резервів на початку листопада, економічні збитки були підсилені нафтовою кризою — з початку блокування каналу нафтові танкери з Аравійського півострова йшли довгим шляхом навколо Африки. Внаслідок важкого політичного і економічного тиску з боку США, зокрема, погрози девальвації фунта стерлінгів, будь-які самостійні дії для Британії були приречені на провал. Важко хворий Ентоні Іден змушений був залишити пост прем'єра, його наступник Говард Макміллан активізував відносини зі Сполученими Штатами і надалі Британія рухалася виключно в руслі американської зовнішньої політики 
Франція втратила надію на швидке закінчення алжирського конфлікту. Навпаки, арабський націоналізм тільки зміцнів. Приниження Франції та тріумф Єгипту посилили алжирський ФНВ у його визвольній війні. Французькі військові мали враження, що їхня перемога була вкрадена безсилою цивільною владою. Їхнє невдоволення згодом далося взнаки у поведінці армії під час путчу 13 травня 1958 р. і Алжирського путчу 1961 р.
Відхід британців (під тиском США) від попередніх домовленостей з союзниками, а також американське вето в ООН, стали джерелом значних стратегічних змін для Франції. Французьке керівництво дійшло висновку, що ані Англія, ані США не є справжніми союзниками. Після цієї кризи де Голль узяв за мету ядерне озброєння Французької республіки, а ядерні сили стримування були вже спрямовані не тільки проти СРСР, але й проти усіх можливих загроз.

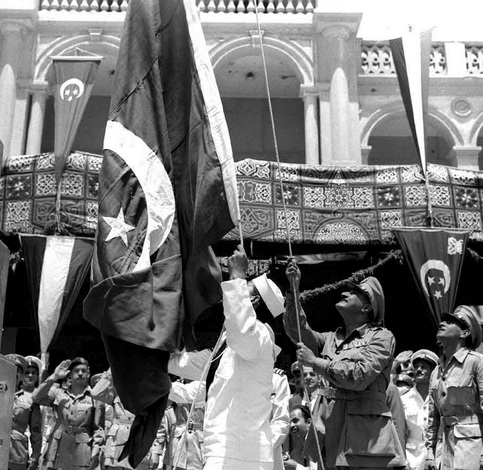
Переможне підняття єгипетського прапору над Порт-Саїдом

Для Радянського Союзу це був перший досвід проникнення на Близький Схід через постачання зброї режимам арабським націоналістам, згодом ця практика набуде значних масштабів. СРСР здобув престиж на Близькому Сході та посилив свій союз з Єгиптом. В тіні Суецької кризи СРСР здійснив військове вторгнення до Угорщини й остаточне придушення 4 листопада тамтешнього повстання.
Ізраїль консолідувався як військова держава. У здобутках Ізраїлю лишилися відкриття судноплавства Тиранською протокою, руйнація єгипетської військової інфраструктури на Синаї і баз фідаїнів у Газі, а також значні обсяги захопленої на Синаї військової техніки. Окрім того, операція «Мушкетер» знищила значну частину єгипетського військового потенціалу. Ці переваги надали Ізраїлю десять наступних мирних років. Проте, сподівання Бен-Гуріона на утримання за собою Синаю, Гази і Тиранської протоки виявилися марними, під жорстким тиском з боку Сполучених Штатів і ООН, ізраїльські війська залишили окуповані території вже в березні 1957 року.
Ізраїль також зробив свої висновки з подій, що сталися, і зорієнтовував свою політику на США, ставши стратегічним союзником американців на Близькому Сході.
Єгипет, попри військову поразку, вийшов з цієї кризи переможцем. 1 січня 1957 року Насер видав декрет про скасування англо-британської угоди 1954 року. Криза надала імпульс розвитку арабського націоналізму, молоді офіцери в Іраку, Йорданії і Ємені вважали Насера зразком для наслідування. Єгипет упевнено перетворювався на лідера арабського світу.